# Lacs d'Estibe Aute
Pour les articles homonymes, voir Estibe Aute (homonymie).
Les lacs d'Estibe Aute sont des lacs pyrénéens français situés administrativement dans la commune de Cauterets dans le département des Hautes-Pyrénées, dans le Lavedan en Occitanie.
Les lacs ont une superficie de 10,7 ha pour une altitude de 2 328 m.

## Toponymie
En occitan, estibe signifie « estive, pâturage d'été en hauteur ».

## Géographie
Les lacs d'Estibe Aute sont des lacs naturels situés dans l'enceinte du parc national des Pyrénées, dans la vallée de Lutour.

### Topographie
|                             | Pic de Bernadole (2 656 m) Col de Bernadole (2 608 m) |                       |
| Crête d'Estibe Aute         | lacs d'Estibe Aute                                    |                       |
| Col d'Estibe Aute (2 622 m) | Pic d'Estibe Aute (2 816 m)                           | Lac d'Estom (1 804 m) |

### Hydrographie
Les lacs sont alimentés par les eaux de la crête d'Estibe Aute et ont pour émissaire le ruisseau d'Estibe Aute.

## Protection environnementale
Les lacs sont situés dans le parc national des Pyrénées.

## Voies d'accès
Les lacs d'Estibe Aute sont accessibles :
- par la vallée de Gaube depuis Cauterets en suivant le GR 10 et le sentier HRP le long du gave de Gaube au départ du Pont d'Espagne en passant par le lac de Gaube puis le sentier qui mène au col de Bernadole.
- par la vallée de Lutour depuis la Fruitière, en passant au lac d'Estom puis le sentier d’Estibe Trémouse.